# Colonia Independencia, Hidalgo
Colonia Independencia är en ort i Mexiko.   Den ligger i kommunen Ixmiquilpan och delstaten Hidalgo, i den sydöstra delen av landet, 110 km norr om huvudstaden Mexico City. Colonia Independencia ligger 1 917 meter över havet och antalet invånare är 152.
Terrängen runt Colonia Independencia är huvudsakligen kuperad, men åt sydost är den platt. Runt Colonia Independencia är det ganska tätbefolkat, med 54 invånare per kvadratkilometer. Närmaste större samhälle är San Salvador, 14,3 km sydost om Colonia Independencia. Trakten runt Colonia Independencia består till största delen av jordbruksmark.